# خوان بيريز (لاعب كرة قاعدة)
خوان بيريز (بالإسبانية: Juan Pérez)‏ (و. 1978  م) هو لاعب كرة قاعدة دومينيكاني، بدأ مشواره المهني سنة 7 سبتمبر 2006، مركز لعبه هو رامٍ مساعد ‏.

## روابط خارجية
- خوان بيريز على موقع دوري كرة القاعدة الرئيسي (الإنجليزية)
- خوان بيريز على موقعبيزبول رفرنس.كوم (الدوري الرئيسي) (الإنجليزية)
- خوان بيريز على موقعبيزبول رفرنس.كوم (الدوري الثانوي) (الإنجليزية)